# ジャズ (クイーンのアルバム)
『ジャズ』（英語: Jazz）は、イギリスのロックバンド、クイーンの7作目のスタジオ・アルバム。1978年11月10日にEMI（イギリス）とエレクトラ・レコード（アメリカ）から発売され、同年11月25日に日本でもワーナー・パイオニア／エレクトラより発売された。
1975年発売の『オペラ座の夜』以来、ロイ・トーマス・ベイカーをプロデューサーに迎えた作品。ディスクジャケットにはロジャー・テイラーの提案で、ベルリンの壁に描かれていたものと同じデザインが採用された。
全英アルバムチャートで最高位2位、Billboard 200で最高位6位を獲得するなどのヒットを記録した。

## 背景
前作『世界に捧ぐ』を引っ提げたライブツアー「News of the World Tour」終了後に夏季休暇を挟み、1978年7月にフランスにあるスーパー・ベア・スタジオで本作のレコーディング・セッションを開始し、のちにスイスのマウンテン・スタジオに場所を移して作業が行われた。プロデューサーには『オペラ座の夜』以来となるロイ・トーマス・ベイカーが参加したが、ベイカーが参加した最後のクイーンのアルバムとなった。
アルバムタイトルは、「前作のアンセム群を越えることが非常に困難である」という自覚と、「一つの方向性に偏らず、より多彩なアプローチに復帰することが前へと進む道筋になる」ということから「ジャズ」と命名された。なお、アルバムタイトルには「パンクやニュー・ウェイヴをはじめとしたあらゆるものへのアンチテーゼ」というニュアンスも含んでいる。
1978年10月13日に本作からの先行シングルとして両A面シングル『バイシクル・レース / ファット・ボトムド・ガールズ』、1979年1月26日に本作からのリカット・シングル『ドント・ストップ・ミー・ナウ』が発売された。なお、ボリビア、西ドイツ、スペイン、ユーゴスラビアでは「ムスターファ」、アメリカ、カナダ、ブラジル、ニュージーランド、ソ連では「ジェラシー」もシングル・カットされている。
1978年10月28日から1979年8月18日にかけて、本作を引っ提げたライブツアーを敢行した。

## 2011年再発盤
2011年6月22日にユニバーサルミュージックよりリマスター盤及びボーナスEPが付属するリミテッド・エディションが発売された。日本では先行発売されたほか、SHM-CD仕様となっている。
リミテッド・エディションに付属のボーナスEPには、「ファット・ボトムド・ガールズ」のシングルバージョン、「バイシクル・レース」のインストゥルメンタルバージョン、「ドント・ストップ・ミー・ナウ」の別バージョン、「レット・ミー・エンターテイン・ユー」のライブ音源、「ドリーマーズ・ボール」の初期段階のアコースティックバージョンの5曲が収録された。
なお、従来の作品では、「ファット・ボトムド・ガールズ」の冒頭にてテープの不具合が生じていたが、再発盤では修正されている。

## 収録曲
特記がない限り、リード・ボーカルはフレディ・マーキュリー。
| #  | タイトル                                                     | 作詞・作曲             | リード・ボーカル                        | 時間 |
| -- | ------------------------------------------------------------ | ---------------------- | --------------------------------------- | ---- |
| 1. | 「ムスターファ」(Mustapha)                                   | フレディ・マーキュリー |                                         | 3:01 |
| 2. | 「ファット・ボトムド・ガールズ」(Fat Bottomed Girls)         | ブライアン・メイ       | フレディ・マーキュリー ブライアン・メイ | 4:18 |
| 3. | 「ジェラシー」(Jealousy)                                     | フレディ・マーキュリー |                                         | 3:13 |
| 4. | 「バイシクル・レース」(Bicycle Race)                         | フレディ・マーキュリー |                                         | 3:04 |
| 5. | 「うちひしがれて」(If You Can't Beat Them)                   | ジョン・ディーコン     |                                         | 4:15 |
| 6. | 「レット・ミー・エンターテイン・ユー」(Let Me Entertain You) | フレディ・マーキュリー |                                         | 3:06 |

| #         | タイトル                                            | 作詞・作曲             | リード・ボーカル                          | 時間  |
| --------- | --------------------------------------------------- | ---------------------- | ----------------------------------------- | ----- |
| 7.        | 「デッド・オン・タイム」(Dead On Time)              | ブライアン・メイ       |                                           | 3:24  |
| 8.        | 「セヴン・デイズ」(In Only Seven Days)              | ジョン・ディーコン     |                                           | 2:30  |
| 9.        | 「ドリーマーズ・ボール」(Dreamer's Ball)            | ブライアン・メイ       |                                           | 3:30  |
| 10.       | 「ファン・イット」(Fun It)                          | ロジャー・テイラー     | ロジャー・テイラー フレディ・マーキュリー | 3:30  |
| 11.       | 「去りがたき家」(Leaving Home Ain't Easy)           | ブライアン・メイ       | ブライアン・メイ                          | 3:15  |
| 12.       | 「ドント・ストップ・ミー・ナウ」(Don't Stop Me Now) | フレディ・マーキュリー |                                           | 3:29  |
| 13.       | 「モア・オブ・ザット・ジャズ」(More Of That Jazz)   | ロジャー・テイラー     | ロジャー・テイラー                        | 4:17  |
| 合計時間: | 合計時間:                                           | 合計時間:              | 合計時間:                                 | 44:52 |

| #         | タイトル                                                 | 作詞  | 作曲・編曲 | 時間 |
| --------- | -------------------------------------------------------- | ----- | ---------- | ---- |
| 1.        | 「Fat Bottomed Girls」(1991 bonus remix by Brian Malouf) |       |            | 4:22 |
| 2.        | 「Bicycle Race」(1991 bonus remix by Junior Vasquez)     |       |            | 4:59 |
| 合計時間: | 合計時間:                                                | 54:13 |            |      |

| #         | タイトル | 作詞  | 作曲・編曲 | 時間 |
| --------- | --- | ----- | ---------- | ---- |
| 1.        | 「ファット・ボトムド・ガールズ (シングル・ヴァージョン)」(Fat Bottomed Girls (single version))                                                  |       |            | 3:25 |
| 2.        | 「バイシクル・レース (インストゥルメンタル)」(Bicycle Race (instrumental))                                                                      |       |            | 3:10 |
| 3.        | 「ドント・ストップ・ミー・ナウ (ウィズ・ロング・ロスト・ギターズ)」(Don't Stop Me Now (with long-lost guitars))                                 |       |            | 3:36 |
| 4.        | 「レット・ミー・エンターテイン・ユー (ライヴ・イン・モントリオール 1981/11)」(Let Me Entertain You (live at the Montreal Forum, November 1981)) |       |            | 2:50 |
| 5.        | 「ドリーマーズ・ボール (アーリー・アコースティック・テイク 1978/8)」(Dreamer's Ball (early acoustic take, August 1978))                         |       |            | 3:41 |
| 合計時間: | 合計時間: | 16:42 |            |      |

| #  | タイトル                                                 | 作詞 | 作曲・編曲 |
| -- | -------------------------------------------------------- | ---- | ---------- |
| 6. | 「Bicycle Race」(promo video performance, 1978)          |      |            |
| 7. | 「Fat Bottomed Girls」(live at Milton Keynes Bowl, 1982) |      |            |
| 8. | 「Let Me Entertain You」(live in Japan, 1979)            |      |            |

## 演奏
- フレディ・マーキュリー - リード・ボーカル（#1 - #10, #12）、バッキング・ボーカル（#1 - #7, #9, #12）、ピアノ（#1, #3, #4, #6, #8, #12）
- ブライアン・メイ - エレクトリック・ギター（#3以外の楽曲）、バッキング・ボーカル（#2, #4, #5, #7, #9, #11, #12）、アコースティック・ギター（#3, #9）、リード・ボーカル(#11)
- ロジャー・テイラー - ドラムス、バッキング・ボーカル（#4, #5, #7, #10, #12, #13）、パーカッション（#1, #12, #13）、リード・ボーカル（#10, #13）、エレクトリック・ギター（#10, #13）、ベース（#10, #13）
- ジョン・ディーコン - ベース（#1 - 9, #11, #12）、エレクトリック・ギター（#8）、アコースティック・ギター（#8）

## チャート成績
| チャート（1978年 - 1979年）        | 最高位 |
| ---------------------------------- | ------ |
| オーストラリア (Kent Music Report) | 15     |
| オーストリア (Ö3 Austria)          | 8      |
| カナダ (RPM 100 Albums)            | 13     |
| フランス (SNEP)                    | 7      |
| ドイツ (Offizielle Top 100)        | 5      |
| 日本 (オリコン)                    | 5      |
| オランダ (MegaCharts)              | 3      |
| ニュージーランド (RMNZ)            | 20     |
| ノルウェー (VG-lista)              | 6      |
| スウェーデン (Sverigetopplistan)   | 6      |
| UK アルバムズ (OCC)                | 2      |
| US Billboard 200                   | 6      |

| チャート（2019年）           | 最高位 |
| ---------------------------- | ------ |
| ベルギー (Ultratop Wallonia) | 167    |

## 認定
| 国/地域                                             | 認定     | 認定/売上数 |
| --------------------------------------------------- | -------- | ----------- |
| オーストリア (IFPI Austria)                         | Gold     | 25,000*     |
| フランス (SNEP)                                     | Gold     | 176,300     |
| ドイツ (BVMI)                                       | Gold     | 250,000^    |
| オランダ (NVPI)                                     | Platinum | 100,000^    |
| ポーランド (ZPAV)                                   | Platinum | 20,000*     |
| スイス (IFPI Switzerland)                           | Platinum | 50,000^     |
| イギリス (BPI)                                      | Gold     | 100,000^    |
| アメリカ合衆国 (RIAA)                               | Platinum | 1,000,000^  |
| * 認定のみに基づく売上数 ^ 認定のみに基づく出荷枚数 |          |             |